# Revolutionsgarde (Libyen)
Die Libysche Revolutionsgarde war eine libysche Militäreinheit, die angeblich aus Angehörigen des Stamms der Guededfa, dem auch Muammar al-Gaddafi angehörte, zusammengesetzt ist und Gaddafi direkt unterstellt war.
Nach Angaben des Centers for Strategic and International Studies (CSIS) dienten in der Einheit circa 3.000 Soldaten und verfügten über Panzer, gepanzerte Transporter und Boden-Luft-Raketen.
Die Revolutionsgarden kämpften auf der Seite von al-Gaddafi im Libyschen Bürgerkrieg.

## Kommandanten
- Mansur Dao[2]